# Кошкош, Иван Аркадьевич
Иван Аркадьевич Кошкош (укр. Іван Аркадійович Кошкош; род. 8 апреля 2001, Мариуполь, Донецкая область) — украинский футболист, полузащитник клуба «Трансинвест».

## Карьера

### «Мариуполь»
Воспитанник футбольной академии клуба «Азовсталь». В 2014 году футболист перешёл в спортивную школу «Олимпия-Азовсталь», в составе которой выступал в детско-юношеской футбольной лиге Украины. В 2018 году продолжил футбольную карьеру в структуре «Мариуполя», где стал выступать за юношескую команду в возрастной категории до 19 лет. В августе 2020 ода футболист был переведён в молодёжную команду клуба. За основную команду клуба дебютировал 10 апреля 2021 года в матче против донецкого «Шахтёра», выйдя на поле в стартовом составе. Позже футболист продолжал выступать за молодёжную команду. Весной 2022 года мариупольский клуб приостановил свою деятельность, а футболист получил статус свободного агента.

### «Тукумс 2000»
В июне 2023 года футболист перешёл латвийский клуб «Тукумс 2000», подписав контракт до конца сезона. Дебютировал за клуб 26 июня 2023 года в матче против клуба «Даугавпилс», выйдя на замену на 57 минуте. Также футболист привлекался к матчам второй команды клуба. На протяжении сезона футболист был в клубе одним из основных игроков клуба, результативными действиями не отличившись, забив гол лишь за вторую команду. По итогу сезона футболист вместе с клубом занял итоговое восьмое место в чемпионате.

### «Трансинвест»
В феврале 2024 года футболист на правах свободного агента перешёл в литовский клуб «Трансинвест». Сезон футболист начал 25 февраля 2024 года с поражения за Суперкубок Литвы против клуба «Паневежис», которому уступили в серии пенальти, однако сам он остался на скамейке запасных. Дебютировал за клуб футболист 30 марта 2024 года в матче против клуба «Шяуляй», выйдя на замену на 70 минуте.